# Predsednik Estonije
Predsednik Estonije (estonsko: Eesti Vabariigi President) je vodja države Republike Estonija. Ker je Estonija parlamentarna republika, je vloga predsednika ceremonialna in brez izvršilne oblasti. Ob izvolitvi mora predsednik za čas trajanja mandata prekiniti članstvo v katerikoli politični stranki, prav tako mu avtomatično prenehajo vse ostale imenovane ali izvoljene funkcije.
Predsednika izvoli Riigikogu, tj. estonski parlament ali posebno volilno telo. Slednje se skliče v primeru, če noben kandidat v treh krogih ne dobi dvotretjinske podpore v parlamentu. Posebno volilno telo sestavljajo vsi poslanci ter izvoljeni predstavniki vseh lokalnih samouprav. Ti izbirajo med dvema kandidatoma z največ glasovi. Mandat predsednika traja pet let. Lahko ga ponovi, a ne več kot dvakrat zaporedoma.

## Seznam predsednikov
|    | Portrait                                                                     | Predsednik           | Začetek mandata  | Konec mandata    | Stranka                       |
| -- | ---------------------------------------------------------------------------- | -------------------- | ---------------- | ---------------- | ----------------------------- |
| 1. |                                                                              | Konstantin Päts      | 24. april 1938   | 23. julij 1940   | Patriotska liga               |
| 1. |                                                                              |                      |                  |                  |                               |
| 2. |                                                                              | Lennart Meri         | 6. oktober 1992  | 8. oktober 2001  | Pro Patria National Coalition |
| 2. | Nekdanji minister za zunanje zadeve, filmski režiser.                        | Lennart Meri         |                  |                  |                               |
| 3. |                                                                              | Arnold Rüütel        | 8. oktober 2001  | 9. oktober 2006  | Ljudska unija Estonije        |
| 3. | Predsednik vrhovnega sovjeta Estonske sovjetske socialistične republike      | Arnold Rüütel        |                  |                  |                               |
| 4. |                                                                              | Toomas Hendrik Ilves | 9. oktober 2006  | 10. oktober 2016 | Social-demokratska stranka    |
| 4. | Nekdanji minister za zunanje zadeve                                          | Toomas Hendrik Ilves |                  |                  |                               |
| 5. |                                                                              | Kersti Kaljulaid     | 10. oktober 2016 | 11. oktober 2021 | neodvisna                     |
| 5. | Nekdanja estonska predstavnica na Evropskem računskem sodišču v Luksemburgu. | Kersti Kaljulaid     |                  |                  |                               |
| 6. |                                                                              | Alar Karis           | 11. oktober 2021 |                  | neodvisen                     |
| 6. | Nekdanji rektor Univerze v Tartuju in direktor Estonskega narodnega muzeja.  | Alar Karis           |                  |                  |                               |